# Jun’ya Tanaka
Jun’ya Tanaka (jap. 田中順也 Tanaka Jun’ya; ur. 15 lipca 1987 w Tokio) – japoński piłkarz, reprezentant kraju.

## Kariera klubowa
Od 2009 do 2014 roku występował w klubie Kashiwa Reysol. Następnie przeszedł do portugalskiego Sportingu. W 2016 roku został wypożyczony do Kashiwy Reysol.

## Kariera reprezentacyjna
Karierę reprezentacyjną rozpoczął w 2012, a zakończył w 2014 roku. W sumie w reprezentacji wystąpił w 4 spotkaniach.

## Osiągnięcia
- J-League: 2011
- Puchar Cesarza: 2012
- Puchar J-League: 2013